# Lovelady
Lovelady es una ciudad ubicada en el condado de Houston en el estado estadounidense de Texas. En el Censo de 2010 tenía una población de 649 habitantes y una densidad poblacional de 188,83 personas por km².

## Geografía
Lovelady se encuentra ubicada en las coordenadas 31°7′41″N 95°26′45″O / 31.12806, -95.44583. Según la Oficina del Censo de los Estados Unidos, Lovelady tiene una superficie total de 3.44 km², de la cual 3,42 km² corresponden a tierra firme y (0,45 %) 0,02 km² es agua.

## Demografía
Según el censo de 2010, había 649 personas residiendo en Lovelady. La densidad de población era de 188,83 hab./km². De los 649 habitantes, Lovelady estaba compuesto por el 88,29 % blancos, el 6,63 % eran afroamericanos, el 1,69 % eran de otras razas y el 3,39 % eran de una mezcla de razas. Del total de la población el 6,93 % eran hispanos o latinos de cualquier raza.